# Esport
Le sport électronique (en anglais electronic sport, abrégé en e-sport), ou encore le jeu vidéo de compétition, est la pratique sur internet ou en tournoi sur réseau local d'un jeu vidéo, seul ou en équipe, sur ordinateur ou sur console de jeux vidéo. 
L'essor du sport électronique commence à la fin des années 1980 avec les premiers jeux en réseau multijoueur et, à partir des années 1990, sur internet. Au cours des années 2000 et 2010, le sport électronique acquiert de plus en plus de notoriété, et des tournois dotés de prix importants commencent à apparaître sur la scène internationale.
Les meilleurs adeptes mondiaux du sport électronique se rencontrent lors de tournois officiels, organisés par exemple par l'eSports World Convention (ESWC), la Major League Gaming (MLG), la Cyberathlete Professional League (CPL) ou encore l'Evolution Championship Series (EVO), pour ne citer que quelques organisateurs.
Le sport électronique à haut niveau est souvent financé par les sponsors et par les revenus générés par la diffusion en streaming qui incluent souvent de la publicité.

## Présentation

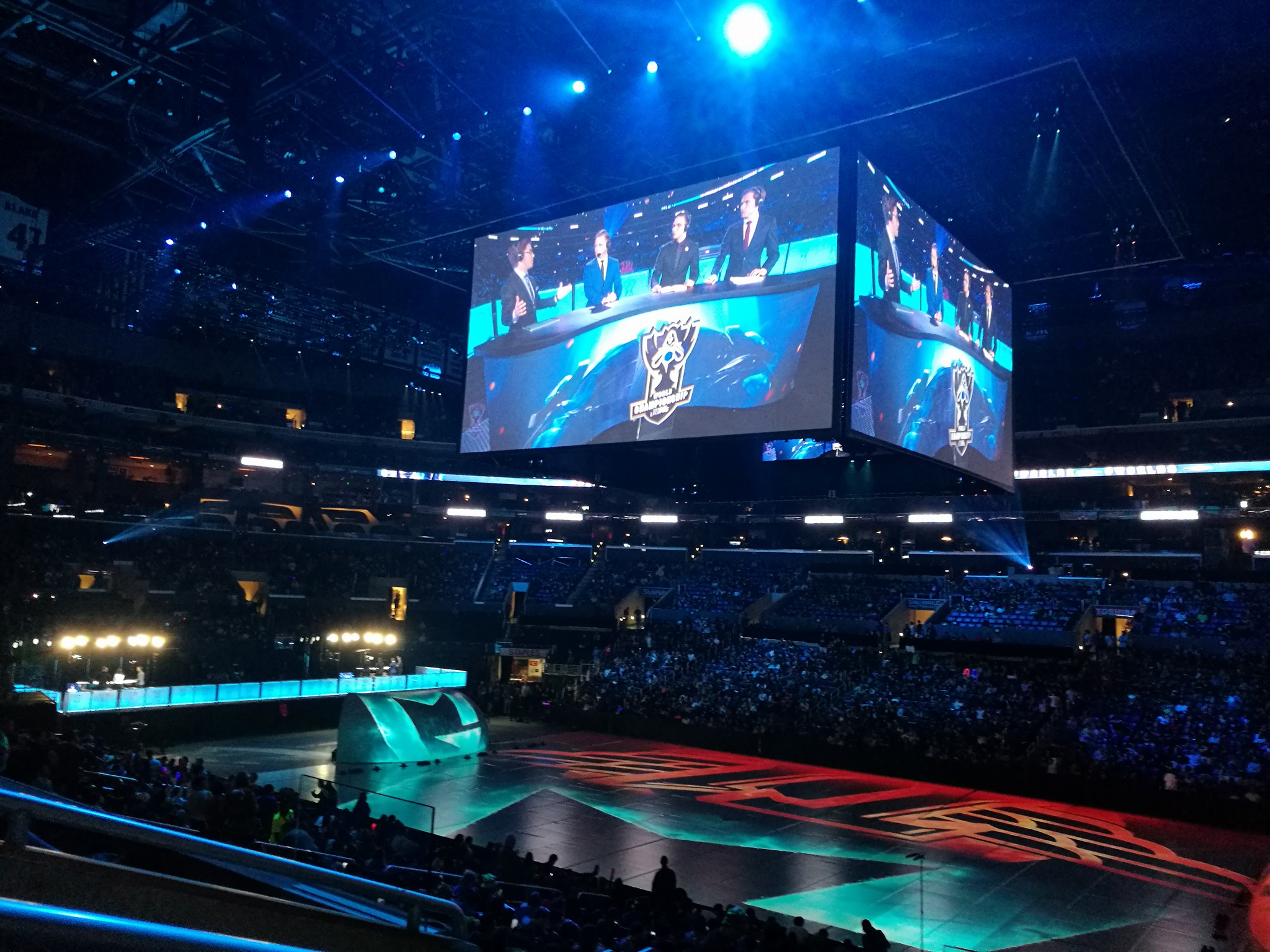
Le League of Legends World Championship, un tournoi annuel du jeu League of Legends connu pour la rotation de ses sites dans différents pays et régions chaque année.

Certaines pratiques de loisirs sont consacrées en tant que sport, aussi appelé « sport moderne ». C'est une notion complexe et multiple qui n'existe dans ce sens que depuis le XIXe siècle, avec l'apparition des sports bourgeois anglais et des Jeux olympiques.
Pour le courant « hygiéniste », le sport électronique ne peut être considéré comme tel puisqu'il ne constitue pas, à proprement parler, une activité physique. Cependant, pour les jeux les plus rentables tels que Starcraft ou League of Legends, le rythme régulier des compétitions entraîne une hygiène de vie stricte et un entraînement régulier, ce qui pour certains s'apparente à un travail physique (les joueurs de Starcraft sont réputés pour effectuer 300 « APM », c'est-à-dire 300 actions par minute). Il est cependant plus proche de sports moins directement physiques, comme les échecs.
Ceux qui revendiquent cette activité comme telle signalent sa professionnalisation — qui débuta à partir de 1997 avec la création de la Cyberathlete Professional League — et l'acceptation d'un système « sportif », incluant des équipes et des clans (teams et clans), composés de joueurs auxquels viennent souvent s'ajouter des informateurs, entraîneurs, managers, sponsors et des entraînements réguliers. C'est aussi le développement de compétences personnelles comme les réflexes, l'acuité visuelle, la communication, la stratégie ou encore l'esprit d'équipe qui participent à le qualifier. Enfin, les jeux pratiqués dans le contexte du sport électronique — comme le jeu de tir à la première personne — empruntent des éléments à plusieurs disciplines comme les échecs, le tir à l'arc, ou encore le sport automobile qui engagent réflexion, précision et présence d'instrumentation — rapprochant ainsi le jeu vidéo de pratiques sportives.
Toutefois pour les besoins d'un tournoi du jeu League of Legends le 4 octobre 2014 à Los Angeles, le Département d'État des États-Unis a reconnu les grands joueurs de sport électronique comme sportifs professionnels afin d'obtenir les visas nécessaires pour se rendre à la compétition plus facilement.
Il y a chaque année de plus en plus de pratiquants de e-sport. En 2021, il y avait plus de 191 millions de joueurs réguliers et 194 millions de visiteurs occasionnels. En 2022, la communauté e-sport mondiale s'éléve à plus de 500 millions de membres.

## Jeux représentant le sport électronique

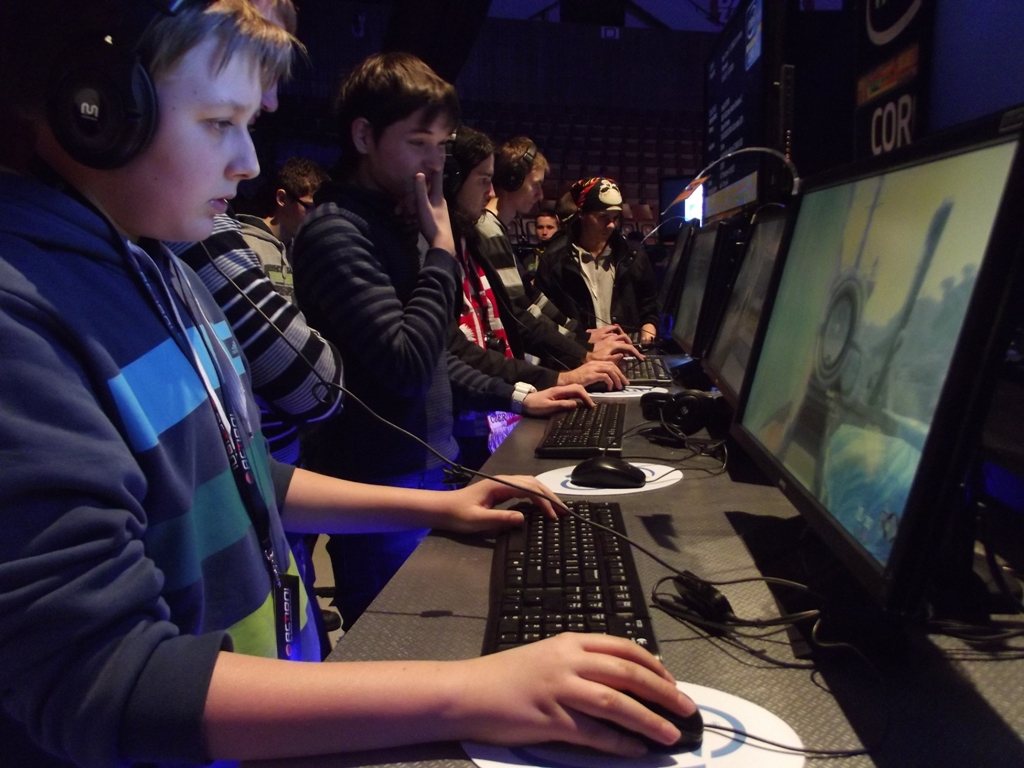
Participants à un tournoi d'esport en 2013.

### Historique
Bien que tous les jeux vidéo supportant des parties en multijoueur soient susceptibles de faire partie du sport électronique, seul un nombre restreint le compose.
Dans les années 2010, les principaux jeux représentés sont StarCraft 2, World of Warcraft, Hearthstone: Heroes of Warcraft, les séries Call of Duty et FIFA, ShootMania, Counter-Strike, Dota 2, League of Legends, Rainbow Six, Rocket League ou depuis 2019 Fortnite et Age of Empires II. Ils sont présents dans les principales compétitions mondiales, en ligne ou en LAN, et leurs tournois sont régulièrement dotés de plusieurs dizaines de milliers d'euros, centaine de milliers et même millions d'euros. À côté de ces jeux, il faut noter la présence de StarCraft et League of Legends qui sont particulièrement populaires en Corée du Sud.
À l'instar de Super Street Fighter IV, de Tekken Tag Tournament 2 ou de la série Super Smash Bros, les jeux de combat sont également représentés, notamment lors d'événements internationaux dédiés tels que l'EVO ou le Tougeki.
Parmi les autres catégories moins « reines » du sport électronique, l'Electronic Sports World Cup a retenu en 2008 TrackMania Nations ESWC et Quake III Arena.
De manière générale, il est difficile de prédire si un jeu deviendra une discipline du sport électronique ou pas. Contrairement à certaines idées reçues, il ne suffit pas d'injecter de grosses sommes d'argent dans les tournois pour s'assurer le succès, comme l'a démontré le flop de ParaWorld notamment[réf. nécessaire]. En revanche, comme le témoignent les succès des jeux Blizzard Entertainment (notamment StarCraft 2 , Hearthstone ou Overwatch), le travail en coordination avec des joueurs professionnels permet quant à lui d'y accéder. Le même raisonnement est applicable au jeu de Nadeo, TrackMania Nations ESWC, qui, comme son nom l'indique, a été réalisé uniquement pour l'Electronic Sports World Cup (2006), et qui est toujours présent dans les compétitions, ou encore Call of Duty qui a connu un grand succès et qui s'est introduit il y a quelques années lui aussi dans l'esport.

### Caractéristiques

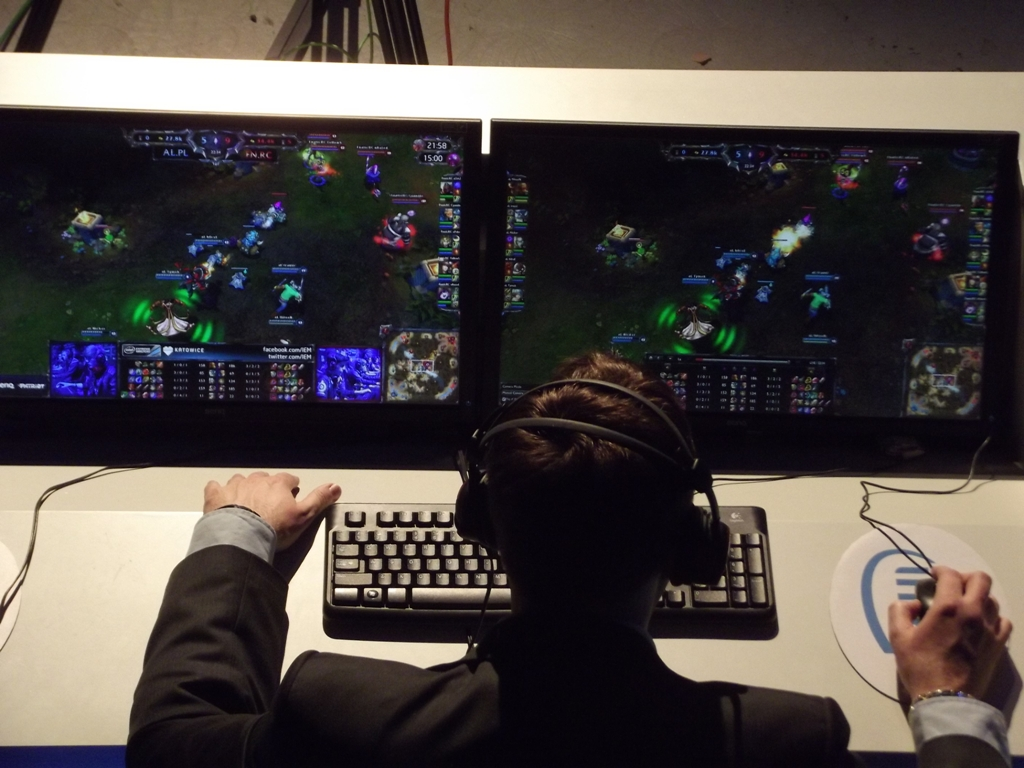
Un joueur d'e-sport doit savoir maîtriser de nombreux facteurs pour réussir.

Plusieurs critères se retrouvent dans les jeux d'e-sport. Ils sont rarement tous présents dans le même jeu.

#### Dextérité
Des jeux comme le RTS Starcraft 2 ou encore Warcraft 3 requièrent une dextérité hors norme via les actions par minute et les clics de souris.[réf. souhaitée]

#### Temps de réaction, vigilance et précision
Des « fast FPS » comme Unreal Tournament, Quake ou Painkiller demandent beaucoup de réflexes et de réactivité ainsi qu'une précision dans les mouvements et les tirs.[réf. souhaitée]

#### Réflexion et patience
La réflexion et la patience sont des atouts considérables dans le milieu du jeu vidéo compétitif (ex. StarCraft 2, League of Legends, etc.).[réf. souhaitée]

#### Coordination d'équipe
Dota 2, Counter-Strike: Global Offensive et Valorant illustrent ce critère, là où la coordination et la coopération entre les équipiers peut être plus importante que la qualité individuelle de chaque joueur. Caractéristique commune à tous les jeux pratiquant le Team Deathmatch ou le Capture the Flag notamment (comme Quake III Arena), mais également dans les jeux de sports comme FIFA.

#### Des mécaniques de jeu uniques
- dans le jeu League of Legends, il existe la technique de l'« inSec »[13] qui consiste à passer derrière un ennemi pour le projeter vers ses coéquipiers, et des mécaniques de jeu comme le « push »[14], le « freeze »[15], ou encore le « last-hitting »[16] ;
- dans Quake III Arena, le joueur de compétition doit maîtriser le strafe-jumping et le circle jump (également dans Crysis, Counter-Strike: Global Offensive ou Urban Terror) ainsi que le bunny hopping (commun à beaucoup d'autres FPS) et le rocket jump (aussi dans Team Fortress 2) pour se déplacer rapidement et enchainer les sauts périlleux afin de surprendre l'adversaire ;
- dans le jeu de combat Super Smash Bros. Melee, il existe plusieurs techniques complexes, notamment le Wavedash[17], le Dash-Dance[18] et le SHFFL[19].

La  citation « 5 minutes pour apprendre, une vie pour le maîtriser » est tirée du  poker en ligne. Le jeu TrackMania illustrent cette citation, puisque, concernant notamment TrackMania, ce jeu de course n'utilise que quatre touches (accélérer, freiner, gauche et droite).

## Sport professionnel

### Historique

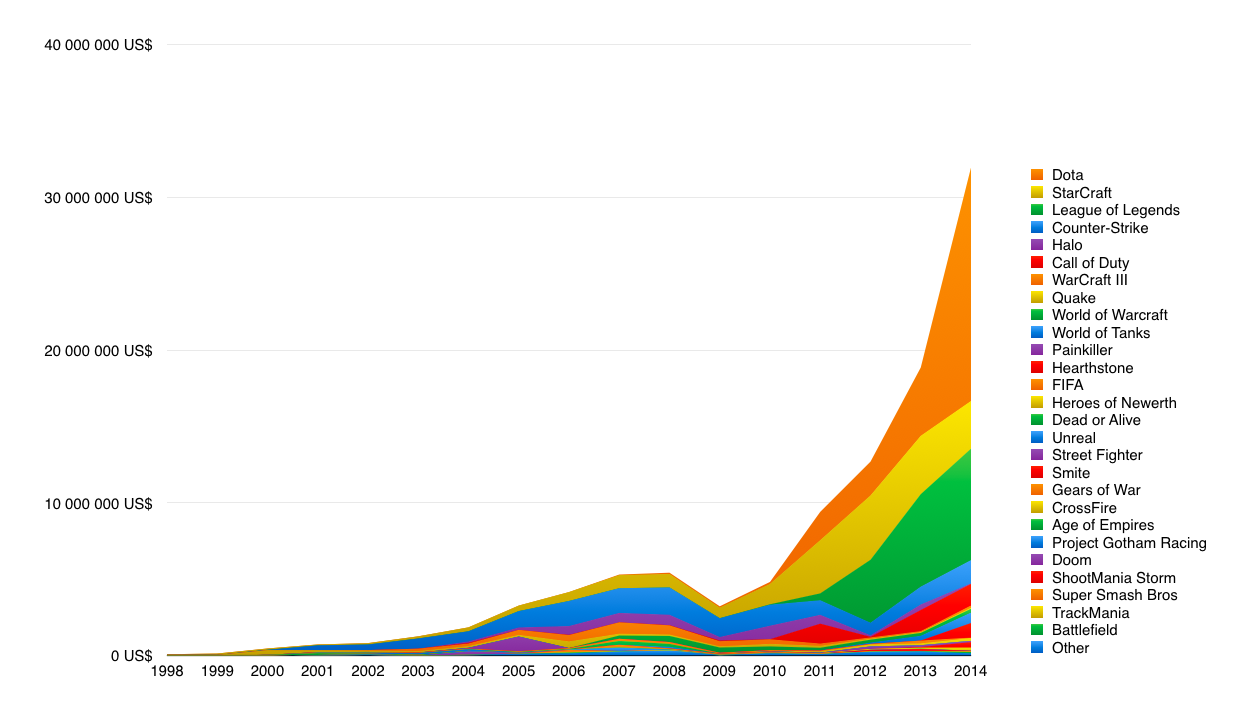
Évolution du montant des récompenses lors des tournois esport, durant la période 1998–2014.

Les événements professionnels se sont nettement développés depuis les premiers tournois en 1997. Un tournoi qui cette année-là, est accueilli par la Cyberathlete Professional League (CPL) fondée par Angel Munoz, regroupe environ 300 concurrents autour d'un jeu unique : Quake.
Début 2003, le tournoi nantais Lanagame atteint les 820 joueurs sur trois jours pour sa deuxième édition, devenant la première LAN-party de province[réf. nécessaire]. L'événement dépasse son statut de simple rencontre sportive, en intégrant des débats sur le monde des jeux vidéo et sur les systèmes d'exploitation, des rencontres avec des graphistes et des hackers, une exposition de tuning PC, l'intervention d'une école de design et de la radio interne d'APO33 (dont le contenu est composé par des flux d'envois de données). Bien qu'éphémère, Lanagame marque un tournant dans l'histoire des LAN-party[réf. nécessaire], attirant et provoquant l'intérêt d'un bon nombre de médias nationaux et étrangers.
Dès lors, la prestation des tournois ainsi que leur taille se développe considérablement, et des milliers de spectateurs se relient via Internet pour regarder les finales. Les prix deviennent également plus importants ; en 2005, la CPL offrait un total de 1 000 000 dollars en espèces distribués entre les vainqueurs.
La CPL est restée une force pilote dans le sport électronique et en 2005 ses activités se sont déplacés dans un format World tour. Le tour du monde 2005 s'est concentré sur le jeu vidéo Painkiller exclusivement en mode de jeu un contre un, et les prix distribués se sont élevés à une somme de 1 000 000 dollars pour ce seul jeu, le gagnant de la grande finale remportant 150 000 dollars. En 2006, le format World tour est réutilisé pour d'autres jeux tels que Counter-Strike ou Quake 4. En 2007, la Dreamhack, situé en Suède, accueille 10 638 personnes sur différentes plateformes de jeux.
Le 11 août 2008, est créée l'International Esports Federation (IeSF), une organisation mondiale basée en Corée du sud et dont la mission principale est de faire reconnaître le sport électronique comme un sport à part entière. L'IeSF compte 47 nations membres début 2018, mais a notamment très peu de pays membres issus du continent américain et une absence notable du Royaume-Uni du côté de l'Europe.
Les tournois professionnels les plus largement reconnus sont ceux de la CPL, des World Cyber Games ainsi que la Electronic Sports World Cup. Les prix pour ces événements sont la plupart du temps fournis par les grandes entreprises informatique qui sponsorisent les événements ; ces mêmes entreprises sponsorisent également plusieurs des équipes. Un sponsoring d'équipe inclut habituellement des frais du voyage et quelques équipements que la société produit (en général souris, claviers, carte graphique, voire ordinateurs complets, etc.).
À l'été 2015, le tournoi The International se déroulant sur le jeu Dota 2 a atteint le prize pool (somme totale des prix) le plus important de l'histoire de l'esport : 18 429 613 dollars dont plus de 6 000 000 $ uniquement pour les vainqueurs,. En 2016, cette compétition bat à nouveau le record de prize pool, avec 20 770 640 dollars dont plus de 9 millions pour les vainqueurs.
En 2019, les esports deviennent une discipline olympique lors des Jeux d'Asie du Sud-Est célébrés aux Philippines. Six médailles pour les jeux Mobile Legends: Bang Bang, Arena of Valor, Dota 2, Starcraft II, Tekken 7 et Hearthstone, sont reparties en trois catégories : Consoles, PC, et Mobiles,.

#### En France
En France, le sport électronique commence à se développer depuis le milieu des années 2010. On remarque notamment la création de nouveaux tournois, avec par exemple en 2016 la création de la eLigue 1 sur le jeu FIFA 18, après 17 ans de partenariat avec EA Sports,.
Le revenu généré par l'e-sport en France en 2016 est estimé à 22,4 millions de dollars américains, d'après une étude menée par PayPal. Le cabinet Superdata estime quant à lui que l'e-sport en France pèsera 26 millions de dollars en 2017, et près de 29 millions de dollars en 2018. En 2022, l'e-sport en France génère 37 millions d'euros.
Le nombre de consommateurs d'Esport en France en 2020 est estimé à 7,8 millions.

#### Au Moyen-Orient
En 2022, les pays du Golfe, dont l'Arabie saoudite, les Émirats arabes unis et Bahreïn, investissent énormément dans le sport électronique. Le 30 juin 2022, l'organisateur du tournoi Blast a révélé que les huit meilleures équipes de contre-fronts au monde seraient rencontrées à Abou Dabi en décembre 2022. Le 28 juin 2022, Bahreïn a annoncé le premier championnat national ouvert à tous en tant qu'outil d'éducation pour les jeunes segments talentueux de la société,. Le 24 janvier 2022, deux sociétés européennes, ESL Gaming et FACEIT, ont annoncé leur fusion, après avoir été acquise par Savvy Gaming Group, financé par le Fonds d'investissement public d'Arabie saoudite. On estime que 1,5 milliard de dollars seront dépensés pour la procédure. De plus, le membre de la famille royale, Fayçal Ben Bandar Ben Sultan Al Saud, a affirmé que les sports électroniques généreraient 21,3 milliards de dollars de revenus par an de 2030, ou 1% de l'économie nationale. En outre, Mohammed ben Salmane a également investi dans des sociétés de jeux vidéo, inclus SNK, Electronic Arts et Activision Blizzard.
Le PIF détenait 5% des actions d'une société de jeux vidéo multinationale japonaise, Nintendo, depuis mars 2022. En janvier 2023, l'Arabie saoudite a pris la décision d'augmenter sa contribution de 6%. En février 2023, l'Arabie saoudite a pris la décision d'augmenter sa participation dans Nintendo à 8,23% en achetant de nouvelles actions. En outre, Nintendo surveille étroitement les actions de l'actionnaire car MBS fait face à plusieurs controverses mondiales, c'est-à-dire la guerre du Yémen, l'assassinat de Jamal Khashoggi, etc. ,.

### Joueurs de compétition professionnels
Les joueurs professionnels, ou pro gamers en anglais, qualifient des personnes gagnant leur vie en jouant aux jeux vidéo.
Seul ou en équipe, le joueur professionnel s'entraîne quotidiennement, plusieurs heures par jour, souvent à un seul et unique jeu pour se spécialiser. Il est généralement accompagné d'un « strateur », pour améliorer ses stratégies et sa qualité de jeu générale. Il peut être amené à changer de jeu au cours de sa carrière mais en restant en général dans le même genre. C'est ainsi que Yoan Merlo est passé de Warcraft III à Starcraft 2, qui sont tous les deux des RTS.
Pour être rémunéré, le joueur professionnel et son équipe participent à des LAN-party importantes aux quatre coins du monde. En cas de victoire, il remporte une somme d'argent variable, mais surtout une réputation qui peut intéresser les sponsors. La Coupe du Monde (ESWC), édition 2005 a offert 40 000 dollars à l'équipe première du tournoi Counter-Strike, les américains de l'équipe compLexity (en). Le total de l'argent distribué pour cette édition 2005 de la coupe du monde était de plus de 265 000 dollars. Les sommes d'argent mises en jeu ne cessent d'augmenter ces dernières années ; pour leur saison 2011-2012, Valve a annoncé un prizepool de 1 000 000 de dollars pour le tournoi prévu au lancement de leur jeu très attendu Dota 2, et le prizepool de l'édition du tournoi de Valve, The International de la saison 2013-2014, a quant à lui atteint plus de 10 000 000 de dollars. Riot Games quant à eux, avec League of Legends, a déclaré qu'ils engageraient 5 000 000 de dollars minimum sur la totalité de leurs tournois pour la saison 2. Les équipes importantes sont sponsorisées par les grands constructeurs de matériel informatique, comme NVIDIA et ATI (racheté par AMD), constructeurs de cartes graphiques, ou Intel et AMD, fabricants de microprocesseurs,.

### Commentateurs

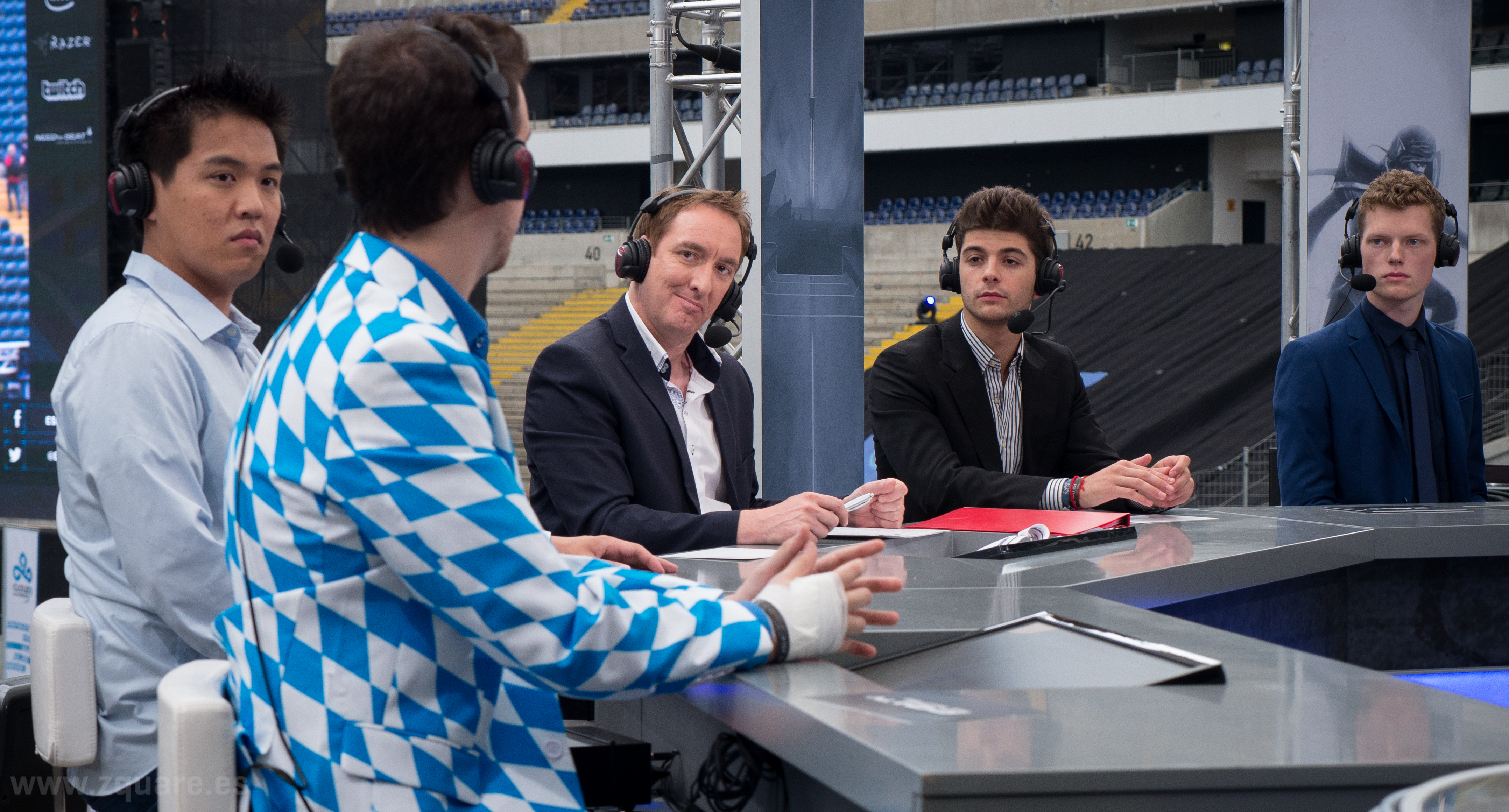
Commentateurs fournissant une analyse avant-jeu lors d'un tournoi de Dota 2 à Francfort, Allemagne (2013).

Comme pour les retransmissions de rencontres sportives « traditionnelles », l'e-sport possède ses commentateurs sportifs afin de commenter un match en cours ou un événement en temps réel. Ces personnes sont appréciées pour leur capacité à décrire précisément les actions des joueurs et leur potentiel d'animateur durant les moments forts des parties. Le commentateur d'e-sport est très proche du commentateur sportif du fait de son rôle, de ses fonctions et de sa carrière. Ils sont appelés des « casters » dans ce domaine.[réf. souhaitée]
Chaque jeu vidéo possède ses propres commentateurs particulièrement reconnus et soutenus par la communauté des joueurs mais aussi par les associations organisatrices de tournoi, qui les invitent à commenter en direct sur place ou en VOD sur Internet.
En France, Chips et Noi, le duo Pomf et Thud et Ken Bogard sont des commentateurs populaires, respectivement de League of Legends, Starcraft 2 et Street Fighter. Leurs vidéos sont visionnées par plusieurs dizaines de milliers de personnes, et leur popularité leur a permis d'organiser des tournois à l'aide de financements participatifs.

## Organisations et cadre juridique

### Dans le monde
Les compétitions sont organisées par des associations organisatrices d’événements électroniques depuis le début des années 2000.
Ces organisations, nationales ou internationales, collaborent avec les éditeurs, les clubs et les joueurs, pour l'organisation des compétitions et en particulier pour la gestion de l'économie du sport électronique.
En avril 2016, le Comité international olympique annonce reconnaître l'e-sport comme un sport à part entière, en partenariat avec l'Agence mondiale antidopage. La Fédération internationale d'e-sport apportera son concours au Comité olympique afin de définir la faisabilité de telle compétitions lors des Jeux olympiques. Dans cette continuité, en juillet de la même année, l'Esports Integrity Commission (en) est fondée en Angleterre par plusieurs acteurs majeurs tels que l'ESL, la DreamHack, Intel et Plantronics. Son objectif est de lutter contre le dopage dans le milieu du sport électronique, tel que l'ESL avait déjà essayé de le faire depuis un an.
En août 2017, peu après l'obtention par Paris des Jeux olympiques d'été de 2024, Tony Estanguet, membre du Comité international olympique et coprésident du Comité de candidature Paris 2024, se dit prêt à discuter avec le CIO et les représentants du monde du sport électronique pour éventuellement y inclure la discipline.
En décembre 2020, on lieu les premiers championnats du monde de cyclisme esport.

### En France
En France, les compétitions de jeux vidéo évoluent longtemps dans un certain vide juridique. Afin de permettre le développement de l'e-sport, il faut donc lui donner un cadre juridique, notamment en cessant de les assimiler à des jeux de hasard et loteries prohibés. Par ailleurs, une définition précise et un encadrement des compétitions de jeux vidéo deviennent nécessaires pour éviter toute dérégulation des jeux de cercle électroniques et prévenir tout risque en matière de santé publique et de lutte contre la fraude et le blanchiment.[réf. nécessaire]
En janvier 2016, Manuel Valls confie à deux parlementaires, Rudy Salles et Jérôme Durain, la mission de « définir un cadre législatif et réglementaire favorisant le développement des compétitions de jeux vidéo en France » auprès de la Secrétaire d'État chargée du Numérique et de l'Innovation, Axelle Lemaire. Le rapport remis en mars 2016 par les deux parlementaires débouche sur une participation au projet de loi pour une République numérique, qui est adopté en octobre 2016 et reconnaît dans son chapitre 4, section 2, la pratique du jeu vidéo en compétition en France, ainsi qu'un statut officiel aux joueurs professionnels.
L'association loi de 1901 France Esports est créée le 27 mai 2016 avec pour mission de « représenter les intérêts communs des agents […] du secteur des sports électroniques, ainsi que de développer, promouvoir, encadrer la pratique des sports électroniques dans un esprit d'équité et d'épanouissement humain, s'inscrivant dans les valeurs et les principaux fondamentaux de l'Olympisme ». Elle regroupe les acteurs majeurs du jeu vidéo en France, dont LDLC Events, Lyon eSport, Oxent (organisateur de l'ESports World Convention), Turtle Entertainment France (organisateur de l'Electronic Sports League), le SELL, le SNJV et Webedia Gaming, le tout sous l'impulsion du ministère de l'économie.
Les marques s'intéressent de plus en plus à cette discipline par le sponsoring de compétitions et d'équipes.

#### Stratégie nationale de développement du secteur e-sport
Fin 2019, Cédric O, le secrétaire d'État chargé du numérique du gouvernement français présente « stratégie nationale 2020-2025 de l'e-sport ». Avec ce rapport, il entend parfaire le rayonnement européen de la France et ambitionne de positionner la France comme leader de ce secteur en structuration.[réf. nécessaire]
Cette stratégie nationale, plutôt simple, a été conçue autour de quatre enjeux majeurs[réf. nécessaire] :
- promouvoir le développement d’une pratique e-sportive responsable et socialement valorisée ;
- accompagner la création d’une filière de formation, avec une attention particulière portée aux joueurs de haut-niveau ;
- mettre en place une politique de soutien au développement des acteurs français de l’e-sport ;
- valoriser l’attractivité de la France, de ses territoires et de son écosystème e-sport.

L'esport étant un secteur rattaché à l'économie de plaisir, de divertissement, il s'agit ici d'intégrer ce secteur en pleine croissance aux moteurs du soft power français. Également, les opportunités de développement que représente l'esport pourraient devenir des nouveaux marchés à conquérir pour la French Tech française et contribuer à la croissance globale de l'économie française.[réf. nécessaire]

#### Formations en esport
L'esport n'est plus l'apanage d'amateurs passionnés. Sa professionnalisation progressive a fait passer l'esport d'un simple loisir à un véritable secteur industriel en pleine croissance économique. Cette structuration génère de nouveaux besoins et débouchés en termes d'emplois notamment.
Pour ce faire, il est nécessaire d'organiser les moyens de formation spécialisés. Ainsi, plusieurs formations en esport existent en France à ce jour pour répondre à la demande d'étudiants de plus en plus nombreux et contribuer à la structuration de ce secteur. Ces formations sont pour la plupart des formations en études supérieures accessibles en admission post-bac. Toutes les formations disponibles en esport à ce jour sont proposés par des établissements privés.
On peut citer :
- l'Education Gaming School[62] ;
- l'XP Gaming School ;
- la Gaming Campus ;

Il n'existe pas encore de cursus complet d'esport au sein des universités avec des diplômes spécialisés.
Certaines écoles de commerce proposent quant à elles des spécialisations autour du management et de la gestion de structure esport.[réf. nécessaire]

## Médiatisation

### Origine et développement

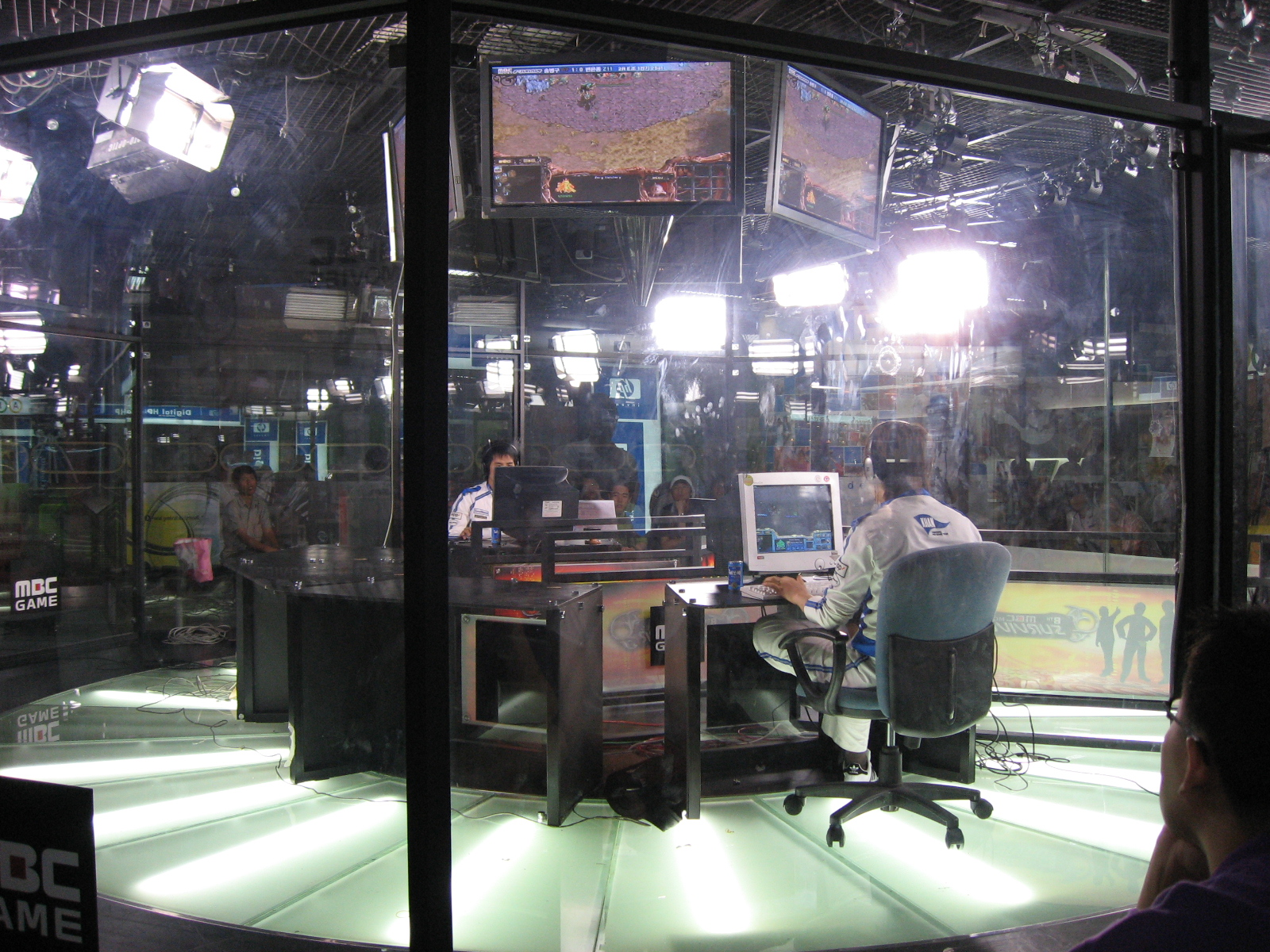
Retransmision télévisée d'un match de StarCraft en Corée du Sud (2006).

Dans certains pays comme la Corée du Sud, les gosu sont de véritables célébrités. Certains matchs de jeux de stratégie y sont diffusés à la télévision en direct.
À compter du début des années 2010, des Web TV se sont spécialisées uniquement dans le sport électronique, telles que VaKarM, HiScoreTV, NetGaming, OrigineTV, EclypsiaTV, MilleniumTV, O'Gaming TV, eSport Channel Tv, RINS TV, Brothers CommunityTV ou encore CODTV & MmoChampions Webtv, utilisant des services de streaming et de VOD comme YouTube et Twitch.[réf. nécessaire]
En 2014, la chaine américaine ESPN2 diffuse en direct à la télévision la finale de The International 4 de DotA 2, match vu par plus de 20 millions de personnes dans le monde.[réf. nécessaire]
À partir de 2016, la chaîne américaine Turner Broadcasting System (TBS) commence à diffuser les vendredis des matchs de la ELEAGUE, une compétition de Counter-Strike: Global Offensive, qui réunit environ 19 millions de téléspectateurs, en plus des diffusions en streaming sur Twitch[réf. nécessaire].[réf. nécessaire]
L’événement le plus regardé de l'histoire du sport électronique est le 5e championnat du monde de League of Legends, avec un total de 36 millions de vues et un pic d'audience de 14 millions de vues, battant le record précédemment détenu par le championnat du monde de la saison 3 (2013).
En France, la chaîne C8 mise sur l'e-sport et a, par exemple, diffusé entre fin septembre et fin novembre 2017 un tournoi de Counter-Strike GO, à l'instar des chaînes Game One, L’Équipe TV, Canal+, BeIn Sports ou SFR Sport, qui ont déjà entamé ce type de diffusion[réf. nécessaire]. Depuis janvier 2018, ES1 est la première chaîne française entièrement consacrée à l'e-sport[réf. nécessaire].

### Audience
Selon une étude publiée par Newzoo en 2015, l'audience de l'e-sport en 2014 est de 89 millions de visionneurs réguliers et 117 millions de visionneurs occasionnels.
Selon la même agence, l'audience atteint en 2017 les 191 millions de visionneurs réguliers et 194 millions de visionneurs occasionnels. Selon Newzoo encore, 42 % des visionneurs de sport électronique ne pratiquent pas eux-mêmes les jeux vidéo qu'ils regardent (étude menée dans 10 pays d'importance dans le domaine).
Encore une fois, selon Newzoo, l'audience régulière de Esport atteint un nouveau sommet en 2022 avec un total d'un peu plus de 216 millions de visionneurs.

### Sponsoring
Le sport électronique emprunte les codes du sport traditionnel dans son organisation (équipe, management, compétition) ainsi que sa médiatisation : télévision, média sociaux, internet, revues spéciales et entre autres ; le sponsoring. Les sponsors sont d’ailleurs, avec la publicité, l’un des plus gros revenu de l’esport. Ces budgets permettent aux organisateurs et aux professionnels du jeu vidéo d’être en partie rémunérés et d’organiser des événements (par exemple la Paris Games Week en France).
Les managers publicitaires voient le sponsoring comme un investissement. Pour ces entreprises, c’est un bon moyen d’atteindre leur cible marketing qui est un public jeune dépensant de l’argent pour leurs produits.
Jusqu’il y a peu[Quand ?], les principales entreprises sponsors étaient proches du milieu de l’esport (informatique, jeu vidéo, high tech). Aujourd’hui[Quand ?], de nouvelles entreprises investissent et notamment les opérateurs mobiles. Les sociétés de smartphones sponsorisent très facilement les tournois pour être associées à cette technologie auprès de leur public cible comme Samsung avec Samsung Galaxy (eSports) (en). D’autres marques gravitent autour du sponsoring gaming en associant leurs produits aux événements : Coca Cola, Redbull, Gilette, AlloResto, etc.
Le sponsoring est un nouveau territoire de communication en pleine croissance qui s’adresse à une cible jeune et connectée. Ils sont plus de 320 millions de spectateurs à travers le monde, la tranche d’âge moyenne étant à 60 % des jeunes de 18 à 34 ans.

## Applications diverses des jeux vidéo à d'autres secteurs ou activités
L'usage du jeu vidéo a été distillé au sein de différents secteurs d'activités pour des applications autres que l'e-sport ou le loisir : dans l'apprentissage, la sécurité intérieure, etc..
Ainsi, la Direction générale de la Sécurité extérieure (DGSE) a utilisé les jeux vidéo Fortnite, World of Warcraft et League of Legends pour écouter les échanges entre joueurs et détecter d'éventuelles menaces pour la sécurité du pays, notamment terroriste. La DGSE souhaitait écouter les échanges entre joueurs dans les espaces de discussion internes à ce type de jeux, face à leur notoriété croissante, pour que cela ne devienne pas le terreau vierge de distillation d'idées terroristes. Elle a même recruté dans ce sens pour détecter les failles potentielles de ces jeux vidéo.[réf. nécessaire]
Autre application des jeux vidéo dans le monde du travail, la « gamification », terme apparu en 2000, de plus en plus utilisé au sein des processus de recrutement ou bien en interne dans les entreprises pour stimuler la productivité des collaborateurs ou l'esprit d'équipe (anglicisme « team building »).
La gamification, « ludification » en français, est un terme apparu dans les années 2000 par Jesse Schell, professeur à l'université de Carnegie Mellon. Ce principe s'appuie sur la motivation que peut générer le jeu lorsque l'engagement professionnel n'est plus suffisant. En effet, le jeu vidéo demande des compétences de concentration, de prise de décision rapide, résistance au stress, de travail collaboratif, etc., qui sont des qualités de plus en plus valorisées en entreprise.
À titre illustratif, la firme de restauration rapide McDonald's a intégré à son recrutement des jeux vidéo cognitifs, abandonnant le modèle classique du CV rédigé, pour évaluer des compétences comme la concentration, l'adaptation, l'agilité ou la mémorisation nécessaire à leurs employés.
Le jeu vidéo permet aussi de débloquer les leviers d'apprentissages sur des matières plus classiques comme les mathématiques. Le jeu Navadra a été développé en collaboration avec des professeurs et a été référencé par EduScol, une plateforme de l’Éducation nationale qui propose aux professionnels du secteur des ressources pédagogiques permet aux collégiens en difficultés avec les mathématiques d'appliquer le programme scolaire sous forme de jeux.

## Risques pour la santé
Dans le milieu de l'e-sport, on constate que certaines pratiques peuvent nuire à la santé des joueurs, comme le fait de rester exposé de longues heures devant un écran, ce qui peut provoquer une fatigue oculaire.
Des douleurs physiques peuvent aussi être constaté dans ce milieu, comme des douleurs aux mains voir risque de tendinite qui sont très répandus dans la sphère League of Legends mais aussi dans d'autre jeux.
Dans le milieu de l'e-sport, on constate la présence du dopage chez certains joueurs, notamment pour diminuer la fatigue, s’entraîner plus longtemps et surtout pour améliorer la concentration pendant les compétitions.

## Filmographie
- Gamers : au-delà du jeu (2015), documentaire de 92 min de Jean-Philippe Brochu diffusé le 11 octobre 2015 sur Canal D[79], qui fait un portrait du sport électronique en suivant le quotidien de trois joueurs québécois participant à des compétitions au Canada, en France, en Chine, en Corée du Sud et aux États-Unis, et montre le développement de cette industrie en plein essor.
- Your Turn (2016), websérie documentaire de RTS sur l'univers du e-sport en Suisse romande.[réf. souhaitée]

### Émission de radio
- François Saltiel, « Esport : les coulisses d’une industrie spectaculaire » [audio], émission Le Meilleur des mondes (durée : 58 min), France Culture, 2 juin 2023.

Conversation sur le sujet de l'esport avec Nicolas Maurer (cofondateur et directeur général du club d'esport français Vitality), Laure Valée (journaliste et animatrice de compétitions esport) et Nicolas Besombes (sociologue spécialiste de l’esport, professeur à l’université Paris-Cité).